# Камбальная Сопка
Камбальная Сопка — самый южный действующий вулкан Камчатки. Абсолютная высота — 2161 м.
Расположен к востоку от вулкана Кошелева на территории Южно-Камчатского федерального заказника. В 10 километрах к югу от вулкана находится озеро Камбальное. В середине XIV века произошло крупное извержение. До 2017 года активности вулкан не проявлял, но иногда в вершинном кратере наблюдались слабые выделения газов. Новое извержение началось 24 марта 2017 года.
На вершине расположен кратер удлинённой формы, размером 800 × 400 м, открытый на юго-запад, глубина — 150 м. На склонах вулкана отмечается 5 шлаковых конусов.
Своё название вулкан получил от первопроходцев-казаков, назвавших его по одноимённой реке Камбальной, а сама река получила это имя в связи с обилием камбалы в приустьевой части моря.
24 марта 2017 года в 21:20 UTC (в 9:20 25 марта по местному времени) началось взрывное извержение вулкана. На 25 марта облако пепла распространилось в юго-западном направлении на 255 км. Облако распространяется на высотах от 5 до 7 км, возможен его подъём до 6—8 км. Извержению присвоен оранжевый (повышенный) цветовой код опасности для авиации по шкале ИКАО.